# Độ sáng

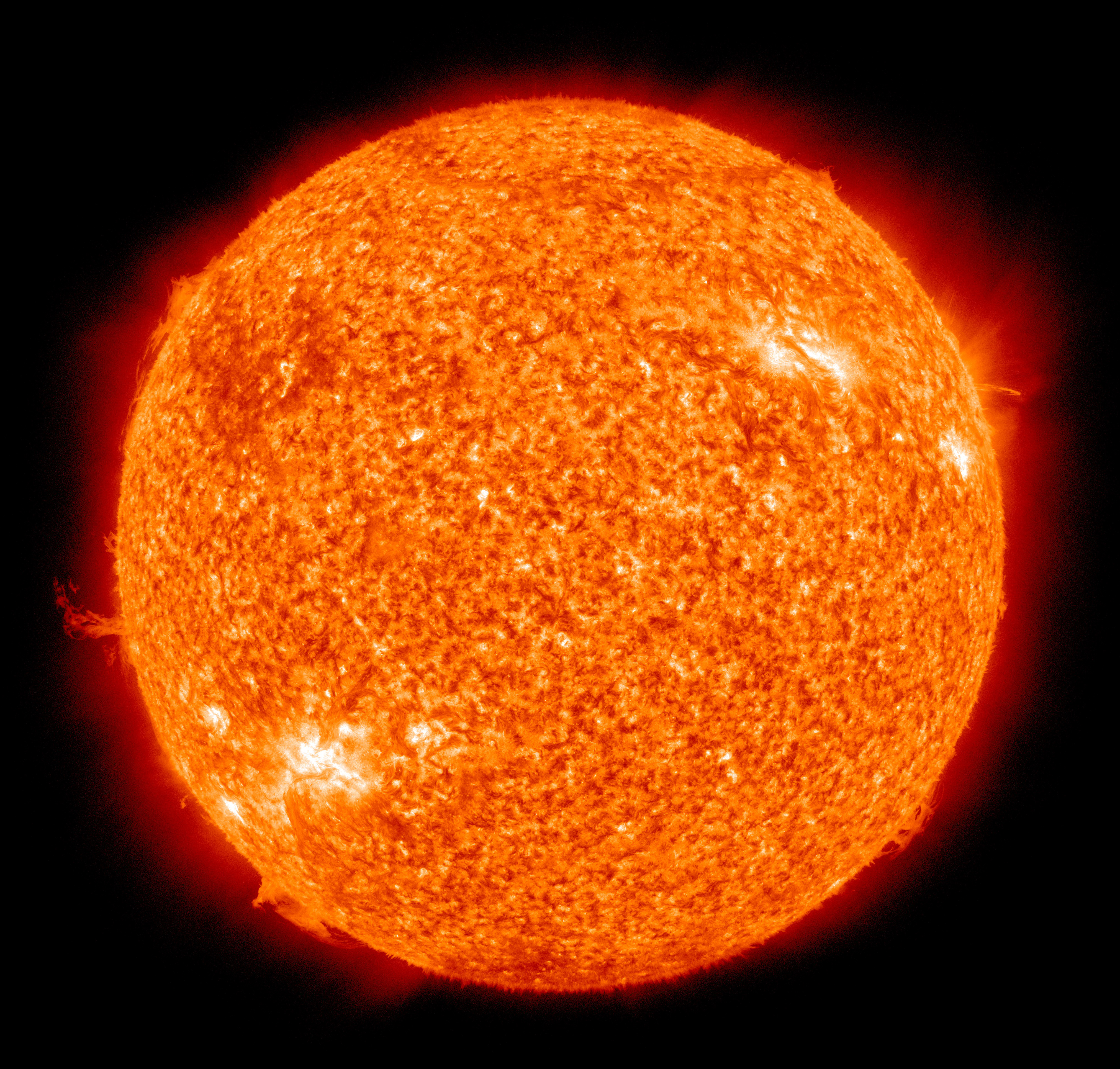
Mặt trời có độ sáng nội tại là 3.83. Trong thiên văn học, năng lượng này tương đương với một độ sáng của Mặt Trời, thể hiện bằng biểu tượng L_{⊙.} Một ngôi sao có năng lượng bức xạ gấp bốn lần mặt trời có độ sáng bằng 4.

Độ sáng (luminosity) là một thước đo tuyệt đối của năng lượng điện từ bức xạ (ánh sáng), năng lượng bức xạ phát ra từ một vật phát sáng.
Trong thiên văn học, độ sáng là tổng lượng năng lượng điện từ được phát ra trên một đơn vị thời gian của một ngôi sao, thiên hà hoặc vật thể thiên văn khác.
Trong các đơn vị SI, độ sáng được đo bằng joules mỗi giây hoặc watts. Trong thiên văn học, giá trị cho độ sáng thường được đưa ra theo tỷ lệ của nó với độ sáng của Mặt Trời, L⊙. Độ sáng cũng có thể được đưa ra theo hệ thống cường độ thiên văn: cường độ đo độ tuyệt đối (Mbol) của vật thể là thước đo logarit của tổng tốc độ phát xạ năng lượng của nó, trong khi cường độ tuyệt đối là thước đo logarit của độ sáng trong một số bước sóng cụ thể hoặc dải lọc.
Trái ngược vời luminosity, thuật ngữ brightness trong thiên văn học thường được sử dụng để chỉ độ sáng biểu kiến của một vật thể: đó là độ sáng của một vật thể đối với người quan sát. Độ sáng biểu kiến phụ thuộc vào cả độ sáng của vật thể và khoảng cách giữa vật thể và người quan sát, và cũng phụ thuộc vào bất kỳ sự hấp thụ ánh sáng nào dọc theo đường đi từ vật thể đến người quan sát. Độ sáng biểu kiến là thước đo logarit của độ sáng biểu kiến. Khoảng cách được xác định bằng các biện pháp độ chói có thể hơi mơ hồ, và do đó đôi khi được gọi là khoảng cách độ sáng.

## Đo lường
Khi không đủ điều kiện, thuật ngữ "độ sáng" có nghĩa là độ sáng đo trong miền bolometric, được đo hoặc bằng đơn vị SI watt, hoặc theo độ sáng năng lượng mặt trời L⊙. Một bolometer là dụng cụ được sử dụng để đo năng lượng bức xạ trên một dải rộng bằng cách hấp thụ và đo nhiệt. Một ngôi sao cũng tỏa ra neutrino, phát ra một số năng lượng (khoảng 2% trong trường hợp Mặt trời của chúng ta), góp phần vào tổng độ sáng của ngôi sao. IAU đã xác định độ sáng mặt trời danh nghĩa là 3828×1026 W để thúc đẩy công bố các giá trị phù hợp và có thể so sánh theo đơn vị độ sáng của mặt trời.
Mặc dù các bolometer tồn tại, chúng không thể được sử dụng để đo cả độ sáng biểu kiến của một ngôi sao vì chúng không đủ độ nhạy trên phổ điện từ và vì hầu hết các bước sóng này không chạm tới bề mặt Trái Đất. Trong thực tế, độ lớn của phép đo được đo bằng cách thực hiện các phép đo ở các bước sóng nhất định và xây dựng một mô hình của tổng phổ có khả năng phù hợp nhất với các phép đo đó. Trong một số trường hợp, quá trình ước tính là cực kỳ, với độ chói được tính khi quan sát được ít hơn 1% năng lượng, ví dụ với một ngôi sao Wolf-Rayet nóng chỉ quan sát được trong tia hồng ngoại. Độ sáng của phép đo độ sáng cũng có thể được tính bằng cách sử dụng hiệu chỉnh độ chụm cho độ chói trong dải thông cụ thể.
Thuật ngữ độ sáng cũng được sử dụng liên quan đến các băng thông cụ thể như độ sáng trực quan của độ chói của dải K.  Đây không phải là độ sáng nói chung theo nghĩa chặt chẽ của một phép đo tuyệt đối của công suất bức xạ, mà là cường độ tuyệt đối được xác định cho một bộ lọc nhất định trong một hệ thống trắc quang. Một số hệ thống trắc quang khác nhau tồn tại. Một số như hệ thống UBV hoặc Johnson được xác định dựa trên các sao tiêu chuẩn trắc quang, trong khi các hệ thống khác như hệ thống AB được xác định theo mật độ thông lượng quang phổ.

## Độ sáng của sao
Độ sáng của một ngôi sao có thể được xác định từ hai đặc điểm của sao: kích thước và nhiệt độ hiệu dụng. Kích thước sao thường được đo tỷ lệ với bán kính Mặt Trời R⊙, trong khi nhiệt độ hiệu dụng được thể hiện bằng độ Kelvin, nhưng trong nhiều trường hợp không thể đo trực tiếp. Để xác định bán kính của một ngôi sao, cần có hai số liệu khác: đường kính góc của ngôi sao và khoảng cách của nó với Trái Dất. Cả hai đều có thể được đo với độ chính xác cao trong một số trường hợp nhất định, với các siêu sao mát thường có đường kính góc lớn và một số ngôi sao tiến hóa mát có các mặt nạ trong khí quyển có thể được sử dụng để đo thị sai bằng VLBI. Tuy nhiên, đối với hầu hết các ngôi sao, đường kính góc hoặc thị sai, hoặc cả hai, đều thấp hơn khả năng đo lường của chúng tôi một cách chắc chắn. Vì nhiệt độ hiệu quả chỉ là một con số đại diện cho nhiệt độ của vật thể đen sẽ tái tạo độ sáng, nên rõ ràng không thể đo trực tiếp, nhưng có thể ước tính được từ quang phổ.
Một cách khác để đo độ sáng của sao là đo độ sáng biểu kiến và khoảng cách của sao. Thành phần thứ ba cần thiết để thu được độ sáng là mức độ tuyệt chủng giữa các vì sao, một điều kiện thường phát sinh do khí và bụi có trong môi trường liên sao (ISM), bầu khí quyển của Trái Đất và vật chất giữa các liên sao. Do đó, một trong những thách thức trung tâm của thiên văn học trong việc xác định độ sáng của một ngôi sao là lấy được các phép đo chính xác cho từng thành phần này, mà không có con số độ sáng chính xác nào để nắm bắt. Sự tuyệt chủng chỉ có thể được đo trực tiếp nếu cả độ sáng thực tế và độ sáng quan sát đều được biết, nhưng nó có thể được ước tính từ màu sắc quan sát được của một ngôi sao, sử dụng các mô hình mức độ đỏ dự kiến từ môi trường liên sao.
Trong hệ thống phân loại sao hiện nay, các ngôi sao được phân nhóm theo nhiệt độ, với các sao lớp O khổng lồ, rất trẻ và tràn đầy năng lượng, có nhiệt độ vượt quá 30.000 K trong khi các sao lớp M lớn hơn, thường già hơn có nhiệt độ dưới 3.500 K. Bởi vì độ sáng tỷ lệ thuận với nhiệt độ với năng lượng thứ tư, sự thay đổi lớn về nhiệt độ của sao tạo ra một sự thay đổi lớn hơn về độ sáng của sao. Do độ sáng phụ thuộc vào công suất lớn của khối sao, nên các ngôi sao phát sáng có khối lượng lớn có tuổi thọ ngắn hơn nhiều. Những ngôi sao sáng nhất luôn là những ngôi sao trẻ, có tuổi thọ tối đa không quá vài triệu năm. Trong sơ đồ Hertzsprung-Russell, trục x biểu thị nhiệt độ hoặc loại quang phổ trong khi trục y biểu thị độ chói hoặc cường độ. Phần lớn các ngôi sao được tìm thấy dọc theo dãy chính với các ngôi sao lớp O màu xanh được tìm thấy ở phía trên bên trái của biểu đồ trong khi các ngôi sao lớp M màu đỏ thuộc vùng phía dưới bên phải. Một số ngôi sao như Deneb và Betelgeuse được tìm thấy ở trên và bên phải của chuỗi chính, sáng hơn hoặc mát hơn so với các điểm tương đương của chúng trên chuỗi chính. Độ chói tăng ở cùng nhiệt độ, hoặc nhiệt độ lạnh hơn ở cùng độ chói, cho thấy những ngôi sao này lớn hơn những ngôi sao trên dãy chính và chúng được gọi là sao khổng lồ hoặc sao siêu khổng lồ.
Các sao siêu khổng lồ màu xanh và trắng là những ngôi sao có độ sáng cao có phần mát hơn so với các ngôi sao theo trình tự chính phát sáng nhất. Một ngôi sao như Deneb, ví dụ, có độ sáng khoảng 200.000 L⊙, loại quang phổ A2, và nhiệt độ hiệu dụng khoảng 8.500 K, có nghĩa là nó có bán kính khoảng 203 bán kính Mặt Trời . Để so sánh, các siêu khổng lồ đỏ Betelgeuse có độ sáng khoảng 100.000 L⊙, loại quang phổ của M2, và nhiệt độ ~ 3.500 K, có nghĩa là bán kính của nó là khoảng 1.000 bán kính Mặt Trời. Sao siêu khổng lồ đỏ là loại sao lớn nhất, nhưng các sao sáng nhất thì nhỏ hơn và nóng hơn nhiều, với nhiệt độ lên tới 50.000 K và hơn nữa với độ sáng vài triệu L⊙, có nghĩa là bán kính của họ chỉ là một hàng chục R⊙. Ví dụ, R136a1 có nhiệt độ trên 50.000 K và độ sáng của hơn 8.000.000 L⊙ (chủ yếu ở các tia cực tím), nó chỉ có kích cỡ 35 bán kính Mặt Trời .

## Độ sáng vô tuyến
Độ chói của nguồn vô tuyến được đo bằng W Hz−1, để tránh phải chỉ định băng thông mà nó được đo. Cường độ quan sát, hoặc mật độ từ thông của nguồn vô tuyến được đo bằng Jansky trong đó 1 Jy = 10−26 W m−2 Hz−1.
Ví dụ, hãy xem xét một máy phát 10W ở khoảng cách 1 triệu mét, tỏa ra trên băng thông 1   MHz. Vào thời điểm năng lượng đến được người quan sát, năng lượng được lan truyền trên bề mặt của một quả cầu có diện tích 4πr2 hoặc khoảng 1.26×1013 m², do đó mật độ từ thông của nó là 10 / 106 / 1.26×1013 W m−2 Hz−1 = 108 Jy.
Tổng quát hơn, đối với các nguồn ở khoảng cách vũ trụ, phải thực hiện hiệu chỉnh k cho chỉ số phổ α của nguồn và hiệu chỉnh tương đối phải được thực hiện vì thực tế là thang tần số trong khung nghỉ phát ra khác với khung nghỉ ngơi của người quan sát. Vì vậy, biểu thức đầy đủ cho độ chói của sóng vô tuyến, giả sử phát xạ đẳng hướng, là
{\displaystyle L_{\nu }={\frac {S_{\mathrm {obs} }4\pi {D_{L}}^{2}}{(1+z)^{1+\alpha }}}}
Trong đó L ν là độ sáng đo bằng W Hz−1, S obs là mật độ từ thông quan sát được đo bằng W m−2 Hz−1, D L là khoảng cách độ sáng tính bằng mét, z là độ lệch màu đỏ, α là chỉ số phổ (trong giác quan {\displaystyle I\propto {\nu }^{\alpha }} và trong thiên văn học vô tuyến, giả sử phát xạ nhiệt, chỉ số phổ thường bằng 2.) 
Ví dụ, hãy xem xét tín hiệu 1 Jy từ nguồn vô tuyến ở độ dịch chuyển 1, ở tần số 1,4   GHz. Máy tính vũ trụ học của Ned Wright tính toán khoảng cách độ sáng cho độ dịch chuyển 1 là 6701 Mpc = 2 × 10 26 m cho độ sáng vô tuyến 10−26 × 4π(2×1026)2 / (1+1)(1+2) = 6×1026 W Hz−1.
Để tính tổng công suất vô tuyến, độ sáng này phải được tích hợp trên băng thông phát xạ. Giả định phổ biến là đặt băng thông cho tần số quan sát, giả định có hiệu quả công suất bức xạ có cường độ đồng đều từ tần số 0 đến tần số quan sát. Trong trường hợp trên, tổng công suất là 4×1027 × 1.4×109 = 5.7×1036 W Điều này đôi khi biểu diễn dưới dạng tổng (tức là tích hợp trên tất cả các bước sóng) ánh sáng của Mặt Trời mà là 3.86×1026 W cho một công suất vô tuyến bằng 1.5×1010 L⊙

## Công thức độ sáng

Nguồn điểm S đang phát ra ánh sáng như nhau theo mọi hướng. Lượng đi qua một khu vực A thay đổi theo khoảng cách của bề mặt từ ánh sáng.

Phương trình Stefan-Boltzmann áp dụng cho vật đen mang lại giá trị về độ sáng cho vật thể màu đen, một vật thể lý tưởng hóa hoàn toàn mờ đục và không phản xạ:
{\displaystyle L=\sigma AT^{4}},
Trong đó A là diện tích bề mặt, T là nhiệt độ (tính bằng Kelvins) và σ là hằng số Stefan- Boltzmann, với giá trị là 5,670374419...×10−8 W⋅m−2⋅K−4.
Hãy tưởng tượng một nguồn điểm sáng của độ sáng {\displaystyle L} tỏa ra đều nhau theo mọi hướng. Một mặt cầu rỗng tập trung vào điểm sẽ chiếu sáng toàn bộ bề mặt bên trong của nó. Khi bán kính tăng, diện tích bề mặt cũng sẽ tăng và độ sáng không đổi có nhiều diện tích bề mặt hơn để chiếu sáng, dẫn đến giảm độ sáng quan sát được.
{\displaystyle F={\frac {L}{A}}},
trong đó
{\displaystyle A} là diện tích của bề mặt được chiếu sáng.
{\displaystyle F} là mật độ từ thông của bề mặt được chiếu sáng.
Diện tích bề mặt của một hình cầu có bán kính r là {\displaystyle A=4\pi r^{2}}, vì vậy đối với các ngôi sao và các nguồn sáng khác:
{\displaystyle F={\frac {L}{4\pi r^{2}}}\,},
trong đó {\displaystyle r} là khoảng cách từ người quan sát đến nguồn sáng.
Đối với các ngôi sao trên dãy chính, độ sáng cũng liên quan đến khối lượng:
{\displaystyle {\frac {L}{L_{\odot }}}\approx {\left({\frac {M}{M_{\odot }}}\right)}^{3.5}}.